# Морковница
Морковница (лат. Astrodaucus, от греч. αστερ — «звезда», греч. δαύκος — «морковь».) — род растений семейства Зонтичные (Apiaceae). Произрастает в Южной, Восточной Европе и Юго-Западной Азии.

## Ботаническое описание
Двухлетнее монокарпическое растение с очень длинной стержневой корневой системой.
Стебель 25—100 см в высоту, разветвлён в верхней части. Листья перисто-рассечённые, напоминают листья ферулы, гладкие или с редкими волосками. У базальных листьев длинный черешок, верхние без черешка, стеблеобъемляющие.
Лепестки белые или кремовые, внешние лучистые, неравно дольчатые, вершины загнутые и с глубокой выемкой, форма от круглой до обратно-яйцевидной.
Соцветие сложного зонтика включает в себя 8—20 примерно равных лучиков и многочисленные цветки, периферийные больше остальных. Прицветники немного волосистые, острые, с широким перепончатым краем.
Плод субцилиндрический, содержит на себе один-два ряда пирамидальных колючек длиной 5—6 мм на вторичных рубчиках, первичные окаймлены или со звездообразными волосками.
Цветёт в июне-июле.

## Таксономия
Род был выделен и описан Оскаром Друде, описание впервые было опубликовано в работе Адольфа Энглера и Карла Прантля Die Natürlichen Pflanzenfamilien 3(8): 156. 1898.

### Виды
Род включает в себя 3 вида.
- Astrodaucus littoralis (M.Bieb.) Drude, 1898
- Astrodaucus orientalis (L.) Drude, 1898
- Astrodaucus persicus (Boiss.) Drude, 1898